# Атарша
Атарша́ (рос. Атарша) — село у складі Білокатайського району Башкортостану, Росія. Адміністративний центр Атаршинської сільської ради.
Населення — 375 осіб (2010; 404 в 2002).
Національний склад:
- башкири — 73 %

Колишня назва — селище Атаршинський, Атаршинська ферма совхоза.